# Pasarit Promsombat
Pasarit Promsombat (Bangkok, 5 maart 1983) is een Thais autocoureur.

## Carrière
Promsombat begon zijn autosportcarrière in 2005 in het Thailand Yokohama Gymkhana Championship. In 2007 maakte hij de overstap naar het Honda Racing Festival Thailand, waarin hij dat jaar zijn klasse winnend afsloot. In 2008 maakte hij de overstap naar de Puma FAEast Series en behaalde vier overwinningen. Dat jaar kwam hij ook uit in de Honda Pro Cup Thailand, waarin hij ook enkele races wist te winnen. In 2009 maakte hij zijn debuut in de Thailand Super Series, waarin hij twee jaar op een rij kampioen werd in de 2000-klasse. In 2009 nam hij ook deel aan de Honda Jazz Series Thailand en werd ook hier kampioen.
In 2011 keerde Promsombat terug in het Honda Racing Festival Thailand en werd drie jaar achter elkaar kampioen in zijn klasse. In 2012 keerde hij tevesn terug in de Thailand Super Series en werd opnieuw kampioen, ditmaal in de Super Production 1500-klasse. In 2013 en 2014 nam hij deel aan de 6 uur van Bangsean en won beide keren de race. In 2014 kwam hij opnieuw uit in de Thailand Super Series en bleef drie seizoenen actief in de klasse, waarbij hij ieder jaar zijn klasse won. In 2016 won hij tevens de 6 uur van Buriram.
In 2017 maakte Promsombat de overstap naar het TCR Thailand Touring Car Championship, waarin hij in een Seat León TCR uitkwam voor zijn eigen RMI Racing Team by Sunoco. In vier raceweekenden behaalde hij vijf overwinningen, waaronder één totaaloverwinning op het Chang International Circuit. Tevens maakte hij dat jaar zijn debuut in de TCR International Series voor hetzelfde team in dezelfde auto tijdens zijn thuisrace op Chang. Hierin finishte hij de eerste race niet, maar eindigde hij de tweede race op de achttiende positie.